# Benoît Vêtu
Benoît Vêtu, nascido em 29 de outubro de 1973 em Hyères, é um ciclista em pista e treinador francês. É treinador da equipa nacional de sprint japonêsa desde outubro de 2016.

## Biografia

### Carreira de corredor
Começou no ciclismo já com 16 anos, e em setembro de 1991 integrou o centro nacional de Daniel Morelon em Hyères, e estava considerado em 1995 como um especialista do quilómetro, do sprint e do keirin. A sua carreira foi breve, e em 1996 foi interrompida por uma hernia discal. Após uma operação tenta um regresso mas não se selecciona para os campeonatos mundiais de Bordéus em 1998. Põe um termo à sua carreira e orienta-se para o professorado de desportos com o fim de resultar treinador.

### Carreira de treinador
Em 2005, Benoît Vêtu sucede a Daniel Morelon à frente do pólo da França da Federação Francesa de Ciclismo, em Hyères, onde treina Mickaël Bourgain, Kévin Sireau, Clara Sanchez, Sandie Clair.
Após os Jogos Olímpicos de 2012, abandona a federação francesa com o fim de treinar a equipa nacional da Rússia de sprint. A esta praça, traz sobretudo Denis Dmitriev ao segundo lugar do campeonato do mundo de velocidade de 2013.
Em final de ano 2013, Vêtu compromete-se com a federação chinesa com o fim de treinar a equipa nacional chinesa de sprint até aos Jogos Olímpicos de 2016. Sucede novamente a Daniel Morelon. O objectivo de seu recrutamento é de obter uma primeira medalha de ouro em ciclismo para a China. Chega a conseguir vários títulos. Em 2015, Gong Jinjie e Zhong Tianshi resultam campeãs do mundo de velocidade por equipas. No ano seguinte, Zhong Tianshi bate o seu compatriota Lin Junhong na final do torneio de velocidade, a disciplina rainha da pista. Em agosto, Benoît Vêtu obtém com o dúo Gong Jinjie e Zhong Tianshi o primeiro título olímpico do país em ciclismo durante a velocidade por equipas femininas.
Apanha a equipa japonesa em outubro de 2016, com o objectivo dos Jogos Olímpicos de 2020 organizados com sede em Tóquio. Faz equipa com o Australiano Jason Niblett para atender do treinamento dos velocistas.

### Vida pessoal
Benoît Vêtu casou-se em 1996 com a campeã ciclista Félicia Ballanger, O casal separou-se em 2000 após os jogos de Sydney. Vêtu depois casa-se novamente e tem dois meninos, Benjamin e Mattheo.

## Palmarés

### Campeonatos mundiais
- Bogotá 1995
  -  Medalha de prata da velocidade por equipas

### Copa do mundo
- 1995
  -     - 1.º do quilómetro em Tóquio
    - 1.º do quilómetro em Manchester

### Campeonatos nacionais
- 1992
  - 3.º do campeonato da França do quilómetro
- 1994
  - 3.º do campeonato da França do keirin
  - 3.º do campeonato da França do quilómetro